# Uniq
uniq（ユニーク）はUNIXおよびUNIX系システムで、テキストをファイルを入力として、隣接する同じ内容の行を1つの行だけ残して他を削除した出力をするユーティリティである。フィルタの一種であり、sortの出力を入力とするような形で使われることが多い。また、逆にダブっている行だけを出力することもできるし（-d オプション）、各行の出現回数を付与することもできる（-c オプション）。
例えば、あるファイルの異なる内容の行を各行の出現頻度順にソートして一覧したい場合、次のようになる。
sort file | uniq -c | sort -n
uniq はこのようにシェルスクリプトなどでのパイプの一部として使われることがある。

## コマンド行オプション
- -u  : 元のファイルで繰り返し出現しない行だけを出力する。
- -d  : 元のファイルで繰り返し出現した行だけを出力する。
- -c  : 出力の各行の先頭に出現回数を挿入した形式で出力する。これが指定されると -u と -d は無視される。
- -i  : 大文字/小文字を区別しないで行を比較する。（GNU 拡張）
- -s n  : 各行の先頭 n 文字を無視する。
- -w n  : 各行の先頭 n 文字を比較し、それ以降を無視する。